# Sulphur and White
Sulphur and White è un film britannico del 2020, diretto da Julian Jarrold.
Il film è stato presentato in anteprima al London Royal Gala il 27 febbraio 2020, mentre il giorno successivo è stato proiettato al Glasgow Film Festival; è stato regolarmente distribuito nelle sale del Regno Unito e Irlanda a partire dal 6 marzo 2020.